# Комсомольский парк (Владикавказ)

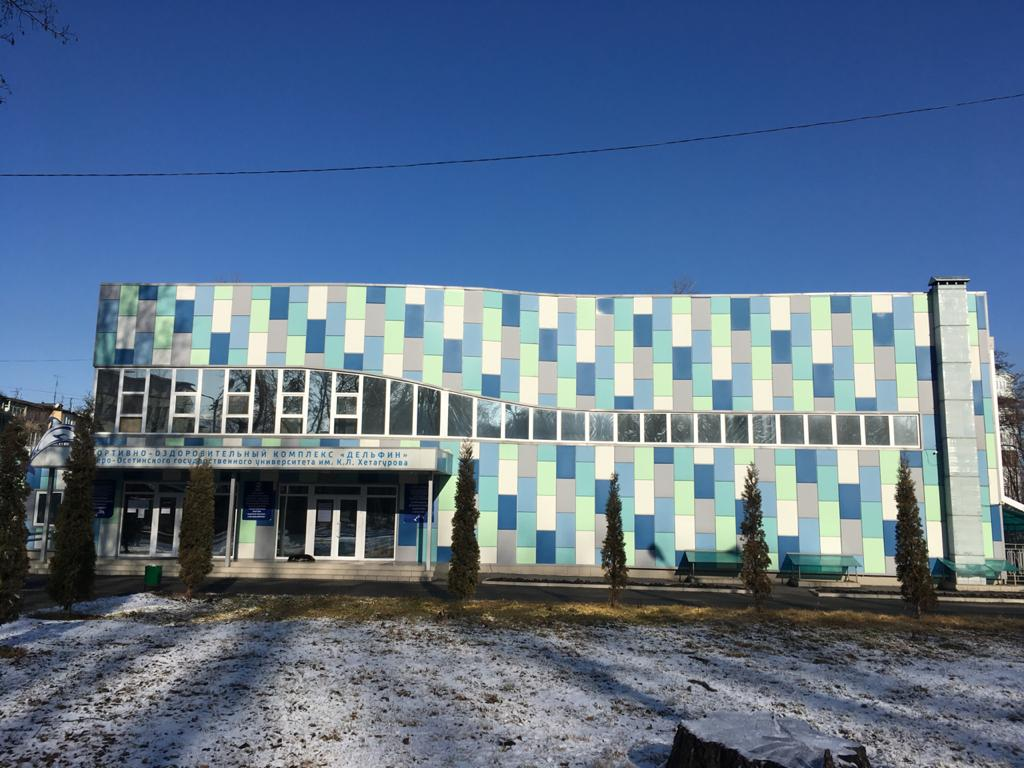
Спортивный комплекс «Дельфин»

Комсомольский парк, официальное название — Парк имени 50-летия ВЛКСМ — парк, находящийся в Иристонском муниципальном округе города Владикавказа, Северная Осетия, Россия. Расположен между улицами Шмулевича, Пушкинской, Разина и Академика Шёнгрена.
Памятник природы Северной Осетии. Площадь парка — 99 га.

## История
Парк заложен на территории бывшего Городского кладбища, которое образовалось в начале XIX века. Впервые кладбище было отмечено на плане города Владикавказа «Карты Кавказского края», которая издавалась в 60-70-е годы XIX столетия. В 1911 году на плане города Владикавказа Терской области издания Областного статистического комитета кладбище отмечено как 1-е Городское кладбище.
В 1879 году на территории кладбища на личные средства владикавказского купца Ивана Ситова и была сооружена Владимировская часовня.
4 февраля 1931 года городской совет принял решение о закрытии 1-го Городского кладбища, территорию которого планировалось передать под огороды. 15 июня 1931 года вышло повторное решением городского совета, которое запрещало производить новые захоронения с 20 июня 1931 года в связи с тем, что вокруг кладбища на расстоянии 20 метров находятся жилые дома. Предполагается, что последнее захоронение на кладбище было произведено в 1957 году.
17 октября 1968 года городской совет придал парку наименование «Парк имени 50-летия ВЛКСМ».
В 2010 году на территории парка было начато строительство физкультурно-оздоровительного комплекса Северо-Осетинского университета, которое было отложено на три года из-за обнаруженных человеческих останков. Специалисты предположили, что захоронение было совершено ещё в дореволюционный период. В могиле неизвестного солдата была найдена медаль «За усмирение польского мятежа».

## Достопримечательности
- Памятник воинам-комсомольцам, погибшим в Великую Отечественную войну. Скульптор Борис Тотиев. Объект культурного значения федерального значения (№ 1500021000)[5].
- Памятник революционерам. Установлен в 1955 году. Под этим памятником похоронены революционеры С. Я. Шмулевич, Ф. Г. Камалов, Никитин, Серобабов и Огнев. Единственная сохранившаяся до нашего времени могила бывшего 1-го Городского кладбища.

## Источник
- Владикавказ. Карта города, изд. РиК, Владикавказ, 2011
- Кадыков А. Н., Улицы, переулки, площади и проспекты г. Владикавказа: справочник, изд. Респект, Владикавказ, 2010, стр. 427—429, ISBN 978-5-905066-01-6